# Alfred Bird
Alfred Bird, född 1811 i Nympsfield, Gloucestershire död 15 december 1878 i Kings Norton, Worcestershire, var en brittisk kemist, som blivit känd som uppfinnare av äggfri maizena och bakpulver.
Enligt tradition var drivkraften att han ville skapa mat som fördrogs av hans hustru, som var allergisk mot såväl ägg som jäst.
Bakpulvret uppfanns 1843, och kommersiell tillverkning började samma år i det av Alfred Bird grundade företaget Alfred Bird and Sons, Ltd. Detta var ursprunget till det som senare blivit känt som Rumfords bakpulver, det första som byggde på kalciumfosfat.